# Massimo Zedda
Massimo Zedda, né le 6 janvier 1976 à Cagliari, est un homme politique italien, membre du parti Camp progressiste depuis 2017.
Il est maire de Cagliari de 2011 à 2019, et depuis 2024.

## Biographie
Massimo Zedda est le plus jeune maire de cette ville et le plus jeune maire d'un chef-lieu régional, et le seul à avoir été élu par une coalition uniquement composée de partis de gauche[réf. nécessaire]. Fils d'un dirigeant du Parti communiste italien, il est membre de Gauche, écologie et liberté de 2009 à 2017.